# Nový Zéland na Letních olympijských hrách 1996
Nový Zéland se účastnil Letní olympiády 1996. Zastupovalo ho 95 sportovců (66 mužů a 29 žen) v 15 sportech.

## Medailisté
| Medaile | Jméno                                                   | Sport     | Soutěž                                        |
| ------- | ------------------------------------------------------- | --------- | --------------------------------------------- |
| Zlato   | Danyon Loader                                           | Plavání   | muži 200 m volný způsob                       |
| Zlato   | Danyon Loader                                           | Plavání   | muži 400 m volný způsob                       |
| Zlato   | Blyth Tait                                              | Jezdectví | jezdecká všestrannost - jednotlivci (smíšené) |
| Stříbro | Sally Clarková                                          | Jezdectví | jezdecká všestrannost - jednotlivci (smíšené) |
| Stříbro | Barbara Kendall                                         | Jachting  | ženy třída Mistral závod jednotlivců          |
| Bronz   | Vicki Latta Andrew Nicholson Blyth Tait Vaughn Jefferis | Jezdectví | jezdecká všestrannost - družstva              |